# Liberalno-Demokratska Partija
Liberalno-Demokratska Partija (LDP) är ett liberalt parti i Nordmakedonien, bildat i april 1997 genom samgående mellan Liberala partiet och Demokratiska partiet. Partiledare är Risto Penov.
LDP var tidigare en del av valalliansen Tillsammans för Makedonien, som erövrade regeringsmakten 2002 men förlorade den 2006. I parlamentsvalet 2008 ingick LDP i valkartellen Sol - koalition för Europa.